# Efesios 5

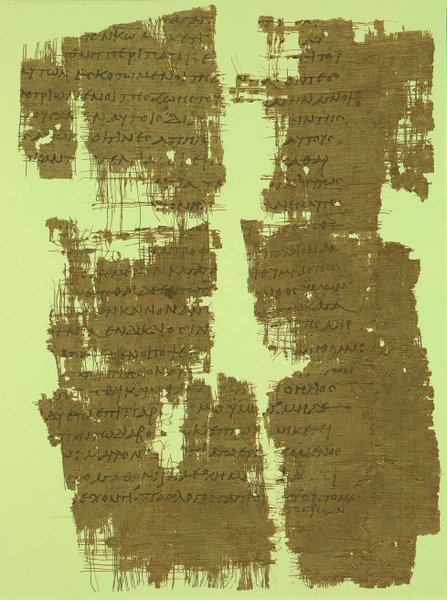
Papyrus 49, 3rd century

Efesios 5 es el quinto capítulo de la Epístola a los Efesios del Nuevo Testamento de la Biblia cristiana. Tradicionalmente, se cree que fue escrita por Apóstol Pablo mientras estaba en prisión en Roma (hacia el año 62 d. C.). Más recientemente, se sugiere que fue escrita entre los años 80 y 100 d. C. por otro escritor que utilizó el nombre y el estilo de Pablo, aunque esta teoría no goza de gran aceptación. Este capítulo forma parte de la exhortación de Pablo (Efesios 4-6), con la sección particular sobre cómo deben vivir los cristianos en el mundo (4:17-5:20) y en sus responsabilidades como hogares (5:21-6:9).}

## Texto
El texto original fue escrito en griego koiné. Este capítulo está dividido en 33 Versículos.

### Testigos textuales
Algunos manuscritos antiguos que contienen el texto de este capítulo son:
- Papiro 46 (c. 200)
- Papiro 49 (siglo III)
- Codex Vaticanus (325-350)
- Códice Sinaítico (330-360)
- Codex Alexandrinus (400-440)
- Codex Freerianus (c. 450; existen los versículos 6-11, 20-24, 32-33)
- Codex Claromontanus (c. 550)